# Caffè Motta
Caffè Motta è un'azienda italiana produttrice di caffè tostato, fondata nel 2001 a Salerno da Michele Mastromartino.

## Storia
La società viene fondata nel 2001 dall'imprenditore Michele Mastromartino, che nel 1968 aveva aperto a Salerno una piccola rivendita di caffè e dolciumi dopo aver avviato una prima commercializzazione in Venezuela. Dopo essere entrato nel mercato sudamericano, prima, e in quello americano, poi, la compagine societaria, composta inizialmente da Mastromartino e dalla moglie Carmela Motta, si arricchisce della collaborazione dei figli che, dando nuovo impulso alla società, creano il marchio Caffè Motta.
Nel corso degli anni è diventata una delle prime dieci aziende in Italia nel settore del caffè nella grande distribuzione, conquistando anche i mercati esteri dagli Stati Uniti d'America all'Asia, fino ai paesi dell'Europa orientale.
L'azienda è oggi gestita da Nicola Mastromartino, figlio del fondatore Michele.

## Impegno nello sport
Dal 2009 al 2012 è stato lo sponsor ufficiale del Melfi, compagine di Lega Pro. Dal 2011 è sponsor ufficiale della Salernitana.